# Municipio de Adams (condado de Arenac)
El municipio de Adams (en inglés: Adams Township) es un municipio ubicado en el condado de Arenac en el estado estadounidense de Míchigan. En el año 2010 tenía una población de 563 habitantes y una densidad poblacional de 6,08 personas por km².

## Geografía
El municipio de Adams se encuentra ubicado en las coordenadas 44°2′22″N 84°6′00″O / 44.03944, -84.10000. Según la Oficina del Censo de los Estados Unidos, el municipio tiene una superficie total de 92,6 km² (35,8 mi²), de la cual 92,4 km² (35,7 mi²) corresponden a tierra firme y 0,2 km² (0,1 mi²) (0,22%) es agua.

## Demografía
Según el censo de 2010, había 563 personas residiendo en el municipio. La densidad de población era de 6,08 hab./km². Había 248 viviendas con una densidad media de 2,68 viviendas/km², de la cual 212 se encontraban ocupadas y 36 estaban vacantes. De los 563 habitantes del municipio, 548 eran blancos, ninguno era afroamericano, 4 eran amerindios, ninguno era asiático, 4 eran isleños del Pacífico, 1 era de otras razas, y 6 pertenecían a dos o más razas. Del total de la población 2 eran hispanos o latinos de cualquier raza.